# Susanne Köbele
Susanne Köbele (* 1960 in Fridolfing) ist eine deutsche Literaturwissenschaftlerin und Mystikforscherin. Sie lehrte als Ordinaria für Ältere Deutsche Literatur an der Universität Zürich.

## Leben
Köbele studierte Deutsche und Lateinische Philologie und Philosophie in München. 1993 wurde sie dort mit einer Dissertation zur Mystik promoviert und 2001 mit einer Untersuchung zum spätmittelalterlichen Minnesang habilitiert. Von 2003 bis 2011 war sie Professorin für Germanische und Deutsche Philologie an der Friedrich-Alexander-Universität Erlangen-Nürnberg. Von 2011 bis zu ihrer Emeritierung 2023 war sie Ordinaria für Ältere deutsche Literaturwissenschaft in Zürich. Sie ist korrespondierendes Mitglied der Bayerischen Akademie der Wissenschaften und Mitglied der Berlin-Brandenburgischen Akademie der Wissenschaften. 2008 bis 2018 war sie Mitglied im Vorstand der Wolfram von Eschenbach-Gesellschaft, 2010 bis 2016 Mitglied im Beirat der Stiftung Mercur (Mercator Research Center Ruhr) und gehörte von 2012 bis 2020 dem Fachkollegium Literaturwissenschaft der Deutschen Forschungsgemeinschaft an.
Ihre Arbeitsschwerpunkte sind Sprach- und Diskursinterferenzen im volkssprachlich-lateinischen Mittelalter, Mystik, Christliche Ästhetik, Historische Metaphorologie, Stil- und Gattungsgeschichte, Lyrik- und Erzähltheorie. Sie ist Mitherausgeberin der Reihe 'Bibliotheca Germanica' (Handbücher, Texte und Monographien aus dem Gebiete der germanischen Philologie) sowie der 'Münchener Texte und Untersuchungen zur deutschen Literatur des Mittelalters' (Beirat Deutsche Literatur des Mittelalters an der Bayerischen Akademie der Wissenschaften). 2011 bis 2023 war sie Mitherausgeberin der Beiträge zur Geschichte der deutschen Sprache und Literatur (PBB), 2012 bis 2020 Mitherausgeberin des Mittellateinischen Jahrbuchs (Internationale Zeitschrift für Mediävistik und Humanismusforschung).

## Publikationen (Auswahl)
- Bilder der unbegriffenen Wahrheit. Zur Struktur mystischer Rede im Spannungsfeld von Latein und Volkssprache, Tübingen u. Basel: Francke 1993, ISBN 978-3-77202-021-6.
- Frauenlobs Lieder. Parameter einer literarhistorischen Standardbestimmung, Tübingen u. Basel: Francke 2003, ISBN 978-3-77202-034-6.
- (Hg.), Transformationen der Lyrik im 13. Jahrhundert. Wildbader Kolloquium 2008 (Wolfram-Studien XXI), Berlin: E. Schmidt 2013, ISBN 978-3-503-12250-9.
- Mit  Bruno Quast (Hgg.), Literarische Säkularisierung im Mittelalter (Literatur–Theorie–Geschichte. Beiträge zu einer kulturwissenschaftlichen Mediävistik 4), Berlin: De Gruyter 2014, ISBN 978-3-05-005974-7.
- Mit Coralie Rippl (Hgg.), Gleichzeitigkeit. Narrative Synchronisierungsmodelle in der Literatur des Mittelalters und der Frühen Neuzeit, Würzburg: Königshausen&Neumann 2015, ISBN 978-3-8260-5810-3.
- Mit Julia Frick (Hgg.), 'wildekeit'. Spielräume literarischer 'obscuritas' im Mittelalter. Zürcher Kolloquium 2016 (Wolfram-Studien XXV), Berlin: E. Schmidt 2018, ISBN 978-3-503-18149-0.
- Mit Claudio Notz (Hgg.), Die Versuchung der schönen Form. Spannungen in 'Erbauungs'-Konzepten des Mittelalters (Historische Semantik 30), Göttingen: Vandenhoeck&Ruprecht 2019, ISBN 978-3-525-36391-1.
- Mit Eva Locher (u. a., Hgg.), Lyrische Kohärenz im Mittelalter. Spielräume–Kriterien–Modellbildung (GRM-Beiheft 94), Heidelberg: Universitätsverlag Heidelberg 2019, ISBN 978-3-8253-4644-7.
- Zuletzt erschienen: "'Fraggeschichten'. Erzählen im Grenzgebiet von Mystik, Logik und Legendarik", in: Mystik und Legende. Mediologische Perspektiven, hg. v. Daniela Fuhrmann u. Thomas Müller, Zürich: Chronos 2023, S. 141–179, ISBN 978-3-0340-1711-4.
- "Zugeständnisse der Vernunft. Der Zweifel als Möglichkeitssinn bei Raimundus Lullus", in: Kompromissfindung in der Literatur und Kultur des Mittelalters: Strategien und Narrative zwischen Zweifel, Dissens und Aporie, hg. v. Christiane Witthöft, Berlin u. Boston: De Gruyter 2023, S. 33–76, ISBN 978-3-11-079222-5.
- Mit Tim Huber u. Tatiana Hirschi (Hgg.), Liebesallegorien. Spielformen eines altneuen Faszinationstyps zwischen Abstraktion und Hyperkonkretion, Berlin u. Boston: De Gruyter 2024, ISBN 978-3-11-138181-7.